# وولکوو (چرکاسی، شهرستان اوفیمسکی، باشقیرستان)
وولکوو (انگلیسی: Volkovo, Cherkassky Selsoviet, Ufimsky District, Republic of Bashkortostan) یک شهرک در شهرستان اوفیمسکی استان باشقیرستان کشور روسیه است.